# Jamesonia rufescens
Jamesonia rufescens är en kantbräkenväxtart som först beskrevs av Fée, och fick sitt nu gällande namn av Maarten J.M. Christenhusz. Jamesonia rufescens ingår i släktet Jamesonia och familjen Pteridaceae. Inga underarter finns listade.